# Memoreringskort

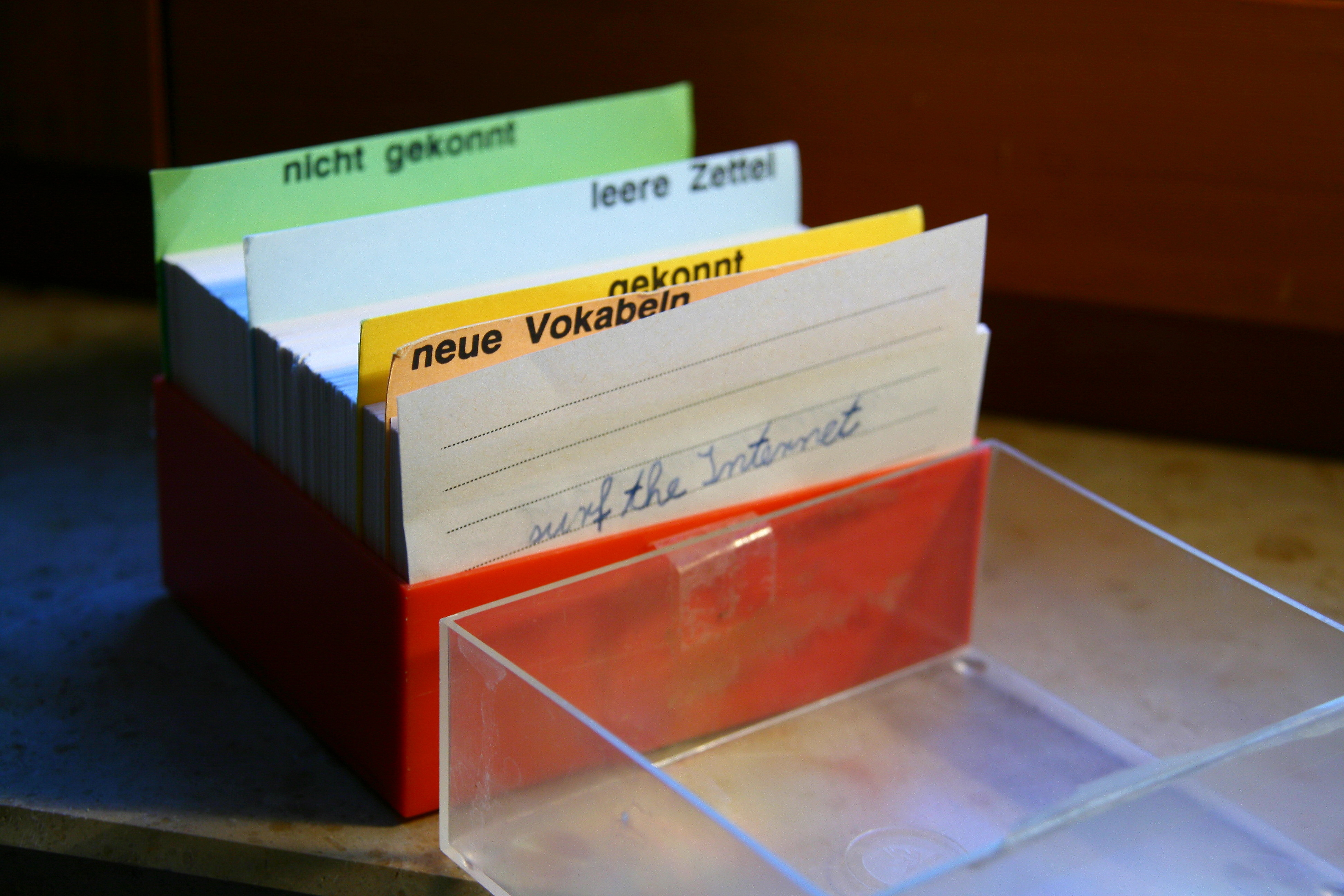
En korthållare med flera memoreringskortlekar.

Memoreringskort är kort med en studiefråga på ena sidan, och ett svar på andra sidan. Syftet är att öva på att minnas svaren på baksidan av korten. De används exempelvis inom teologi för att memorera bibelcitat, och för läkare att minnas människans anatomi. Poängen är att aktivt och medvetet öva på att minnas baskunskaper som behövs inom ett ämnesområde. Tekniken med memoreringskort har existerat sedan 1800-tal och upptäcktes av den engelska pedagogen Favell Lee Mortimer. Korten kan vara fysiska och hanteras manuellt, eller virtuella och hanteras av mjukvara.

## Användning
Memoreringskort är ett sätt att öva på att aktivt minnas fakta eller baskunskap. Genom att läsa framsidan får man ett namn, fråga eller påstående som knyter an till en information som man måste minnas. Detta görs regelbundet enligt schema för att fördela inlärningen över en längre tidsperiod, på så sätt får man en långsiktig förmåga.

### Leitner

Ett Leitner-system med fem lådor, med gröna pilar för uppflyttning och röda för nedflyttning.

Leitner-systemet går ut på att man har lådor i olika nivå, och man börjar med att lägga alla kort i nummer ett. Man repeterar låda nummer ett varje dag, och minns man korrekt flyttas den upp en nivå. Om man hade fel flyttas den ner en nivå, med undantag för nummer ett. Lådorna för högre nivåer till exempel nummer två repeterar med varje vecka, till exempel varje söndag. Man får utöka perioderna ännu mer för ännu högre nivåer. När man kan allt har alla kort flyttats upp till högsta lådan och då behöver man repetera väldigt sällan för att bibehålla sin förmåga.
Om man använder memoreringskortsprogram som till exempel Anki får man virtuella kort. Dessa kan skrivas som vanlig text, bilder, html eller latex. Fördelen med programmen är att de schemalägger repetitionen åt användaren. Man kan även justera schemat och lägga in extra träning, samt se exakt statistik för hur väl man kan olika kort.